# Petrus Wierdsma
Petrus Wierdsma (Leeuwarden, gedoopt 11 september 1729 - 31 december 1811) was een Fries jurist.
Na het overlijden van zijn vader in 1744 verliet Wierdsma, een telg uit het geslacht Wierdsma, de Latijnse school en ging werken op het kantoor van mr. Georgius Hiddema. In 1749 werd Wierdsma bevorderd tot procureur-postulant bij het stedelijk nedergerecht in Leeuwarden. Het volgende jaar werd hij gekozen als lid van de vroedschap van Leeuwarden. In 1751 werd hij door de Staten van Friesland benoemd tot notarius publicus (notaris).
In 1775 werd Wierdsma benoemd tot auditeur-militair bij de krijgsraad. Hij kreeg opdracht van de Staten-Generaal voor de opstelling van een militair strafwetboek (1795) en tot medewerking aan een burgerlijk en strafwetboek voor de Bataafse Republiek (1798).
In 1802 werd Wierdsma benoemd tot secretaris van het departementaal bestuur van Friesland en in 1807 werd hij assessor van de landdrost van Friesland.
Wierdsma is vooral bekend vanwege de Oude Friesche Wetten (twee delen, 1782-1788), die hij samen met Petrus Brantsma uitgaf. In Oude Friesche Wetten wordt het grootste deel van de Oudfriese tekst van het Freeska Landriucht (Oude Druk) weergegeven en voorzien van een Nederlandse vertaling en ophelderende aantekeningen. Om het werk te voltooien had er ook nog een derde deel moeten volgen, maar dit is nooit verschenen.
Wierdsma verzamelde ook oude rechtshandschriften, waarschijnlijk in het kader van zijn werk voor Oude Friesche Wetten. Zijn boekerij werd in 1813 geveild, maar vele bijzondere stukken – waaronder meerdere Oudfriese rechtshandschriften en twee van de negen bekende exemplaren van het Freeska Landriucht – werden toen niet verkocht. Deze stukken werden in 1858 opnieuw te koop aangeboden. Bij deze gelegenheid kocht de Duitse rechtsgeleerde Karl von Richthofen (1811-1888) tien van deze bijzondere stukken, die tegenwoordig als de Richthofencollectie te boek staan en sinds 1922 bewaard worden bij de Leeuwarder archiefinstelling Tresoar.
- Digitale Bibliotheek voor de Nederlandse Letteren: wier033
- Gemeinsame Normdatei: 1055190155
- International Standard Name Identifier: 0000 0003 9637 7795
- Library of Congress Control Number: nb99081070
- Nederlandse Thesaurus van Auteursnamen: 072951338
- Virtual International Authority File: 291312140